# Salvador Bosch i Peris
Salvador Bosch i Peris   (Barcelona, 16 de febrer de 1930 - Barcelona, 21 d'abril de 2020) fou un atleta català especialitzat llançament de martell que va competir durant les 1950 i 1960. Era el pare de la periodista de TV3 Isabel Bosch.

## Trajectòria
A nivell de clubs va pertànyer al CN Barcelona, al Club Atletisme Stadium i al CE Universitari. Fou vuit cops campió de Catalunya en llançament de martell entre els anys 1954 i 1962 (tots, excepte el 1961), i dues vegades campió d'Espanya, els anys 1954 i 1955. Fou sis vegades internacional amb la selecció espanyola.

## Palmarès
Campionat de Catalunya
- Llançament de martell: 1954, 1955, 1956, 1957, 1958, 1959, 1960, 1962

Campionat d'Espanya
- Llançament de martell: 1954, 1955